# Великий десантний корабель
Великий десантний корабе́ль (ВДК) — корабель особливої конструкції, що призначений для висадки морського десанту та перевезення морем військових вантажів, техніки та особового складу. Залежно від конструкції десантні кораблі дозволяють висаджувати десант або безпосередньо на берег, або у прибережну зону за допомогою спеціальних десантних засобів.

## Конструкція
Залежно від особливостей будови та озброєння розрізняють декілька основних типових проєктів великих десантних кораблів:
- Великі десантні кораблі проєкту 1171
- Великі десантні кораблі проєкту 1174
- Великі десантні кораблі проєкту 775
- Великі десантні кораблі проєкту 11711

## Історія створення
Ендрю Хіггінс інженер винахідник кораблебудування з Нового Орлеану. Е. Ейзенхауер сказав колись: знаєте Е. Хіггінса, це він виграв 2 світову війну придумавши 1й десантний корабель для висадки американських військ у Нормандії. До цього армія США не мала досвіду десантування великих армійських з'єднань морем.